# Jacky, l'orso del monte Tallac
Jacky, l'orso del monte Tallac (シートン動物記くまの子ジャッキー?, Seaton dobutsuki kuma No ko Jackie) è un anime giapponese in 26 episodi prodotto nel 1977 dalla Nippon Animation e ispirato al romanzo del 1904 Monarch, The Big Bear of Tallac dello scrittore Ernest Thompson Seton. La serie è stata trasmessa dal network Asahi Broadcasting Corporation a partire dal giugno 1977 e in Italia da Telecupole, TV Capodistria, Antennatre e da altre TV locali dal 10 febbraio 1982. TV Capodistria ha riproposto l'intera serie a partire dal 25 settembre 2019, ogni mercoledì sera alle 19:30.

## Trama
Il piccolo Senda è un pellerossa che assieme al padre vive nelle praterie del Canada. Un giorno trova due cuccioli di grizzly ai quali dà i nomi di Jackie e Nuca. I due orsetti diventano subito suoi inseparabili amici e compagni di giochi, ma un brutto giorno il padre di Senda uccide mamma orsa per salvare un uomo che aveva preso parte ad una battuta di caccia per ucciderla. Senda convince quindi il padre a prenderli con sé per proteggerli ma una volta che i grizzly diventeranno adulti, dovrà farli ritornare nell'ambiente selvaggio che appartiene loro.

## Doppiaggio
| Personaggi    | Voce originale | Voce italiana     |
| ------------- | -------------- | ----------------- |
| Jacky         | Noriko Tsukase | Anna Marchesini   |
| Dimas         |                | Willy Moser       |
| Lan           |                | Anna Marchesini   |
| Senda         |                | Manuela Gatti     |
| Placida       |                | Anna Marchesini   |
| Voce narrante |                | Vittorio Di Prima |

## Colonna sonora
Nell'edizione italiana sono presenti la sigla Jacky, e i brani Senda, Olga e Nuca, testo di Guido De Angelis e Cesare De Natale, musica e arrangiamento di Guido e Maurizio De Angelis, interpretati dai Royal Jelly, pseudonimo degli Oliver Onions, che dedicano un intero album monografico alla serie dal titolo Jacky. tradotto anche per la versione spagnola.

## Episodi
L'anime è composto da 26 episodi, trasmessi in Giappone da Asahi tutti i martedì dalle 19,30 alle 20 a partire dal 7 giugno 1977.
| Nº | Titolo italiano Giapponese 「Kanji」 - Rōmaji                             | In onda          | In onda |
| Nº | Titolo italiano Giapponese 「Kanji」 - Rōmaji                             | Giapponese       |         |
| 1  | Il primo amico 「はじめてのともだち」 - hajimetenotomodachi               | 7 giugno 1977    |         |
| 2  | Pericolo nel bosco 「森のきけん」 - mori nokiken                          | 14 giugno 1977   |         |
| 3  | Il primo insegnamento 「かわいい名付親」 - kawaii nadukeoya               | 21 giugno 1977   |         |
| 4  | Una caccia spietata 「強いおかあさん」 - tsuyoi okaasan                   | 28 giugno 1977   |         |
| 5  | Il coraggio di mamma Grisley 「見ちゃいけない」 - michi yaikenai          | 5 luglio 1977    |         |
| 6  | Addio mamma Grisley 「おかあさんはどこ」 - okaasanhadoko                  |                  |         |
| 7  | L'adozione di Jacky e Nuca 「山でのたたかい」 - yama denotatakai          |                  |         |
| 8  | Coraggio Jacky 「がんばれお兄ちゃん！」 - ganbareo niichan!               |                  |         |
| 9  | Il difficile ruolo di mamma 「大変なお母さん役」 - taihen nao kaasan yaku |                  |         |
| 10 | I due birbantelli 「山小屋の大そうどう」 - yamagoya no taiso udō          |                  |         |
| 11 | Le prime esperienze 「痛い勉強」 - itai benkyō                            |                  |         |
| 12 | La trappola di Bonamy 「危険がいっぱい」 - kiken gaippai                  |                  |         |
| 13 | Lo sciame di vespe 「すずめばちのわな」 - suzumebachinowana               |                  |         |
| 14 | Una giusta punizione 「犬と羊をやっつけろ」 - inu to hitsuji woyattsukero |                  |         |
| 15 | Viaggio a sacramento 「西部の町」 - seibu no machi                        |                  |         |
| 16 | I malvagi uomini del Saloon 「大変なもてなし」 - taihen namotenashi       |                  |         |
| 17 | L'incendio 「おそろしいたくらみ」 - osoroshiitakurami                     |                  |         |
| 18 | I cani da caccia 「つらい別れ」 - tsurai wakare                           | 11 ottobre 1977  |         |
| 19 | Il nuovo padrone 「あえない日々」 - aenai hibi                            | 18 ottobre 1977  |         |
| 20 | Un triste addio 「新しい飼い主」 - atarashi i kainushi                    | 25 ottobre 1977  |         |
| 21 | L'inganno 「ジャッキーよどこへ」 - jakki yodokohe                         | 1º novembre 1977 |         |
| 22 | Ritorno alla terra d'origine 「かえってきた山」 - kaettekita yama         | 8 novembre 1977  |         |
| 23 | Al fuoco 「もえるタラク山」 - moeru taraku yama                           | 15 novembre 1977 |         |
| 24 | Arriva l'inverno 「冬がくる」 - fuyu gakuru                               | 22 novembre 1977 |         |
| 25 | Jacky e Nuka crescono 「大きくなった熊」 - ooki kunatta kuma              | 29 novembre 1977 |         |
| 26 | Buona fortuna amici 「はるかなるタラク山へ」 - harukanaru taraku yama he  | 6 dicembre 1977  |         |